# Club Deportivo U América FC
Maillots
Dernière mise à jour : 18 septembre 2019.
Le U América FC (antérieurement appelé Club Deportivo América Cochahuayco) est un club péruvien basé à Lima, fondé le 15 avril 1980.
Ce club était l'équipe filiale de l'Universitario de Deportes, dont la mission principale était d'en aguerrir les joueurs de moins de 20 ans, en vue de les titulariser les années suivantes dans l'équipe première. Néanmoins, la création du Torneo de Promoción y Reserva - championnat regroupant les équipes réserve de chaque club de 1re division - en 2010 sonna le glas de l'équipe qui ne put retenir les jeunes talents de l'Universitario, partis jouer ledit tournoi.

## Histoire
Pensionnaire régulier de 2e division dans les années 1990 et 2000, l'América Cochahuayco remporte le championnat de D2 en 1999, sous la houlette du binôme Luis Rubiños-Luis Reyna, et avec des joueurs de l'équipe réserve de l'Universitario de Deportes (José Laurie, Sergio Ubillús, Félix Otoya, Giancarlo Sarria, Víctor Cotito, Carlos Orejuela, Daniel Maldonado et Oswaldo Carrión). Il rate cependant l'occasion d'accéder à l'élite en perdant le match de barrage pour la montée contre le Deportivo Pesquero (2-2, 3-4tab), le 19 décembre 1999.
Après une première relégation en Copa Perú (D3) en 2003, le club remonte en D2 dès 2005 et s'y maintient jusqu'en 2011, année de sa relégation définitive. Il demeure inactif depuis 2017.

## Résultats sportifs

### Palmarès
| Compétitions nationales                            | Compétitions régionales                                |
| - Championnat du Pérou D2 (1) : - Champion : 1999. | - Interligas de Lima (2) : - Vainqueur : 1992 et 2004. |

### Bilan et records
- Saisons au sein du championnat du Pérou : aucune.
- Saisons au sein du championnat du Pérou D2 : 18 (1993-2003 / 2005-2011).
- Participations en compétitions internationales : aucune.

## Personnalités historiques du club

### Anciens joueurs
| - Carlos Cáceda - Juan Cominges - Pedro Alexandro García | - Willyan Mimbela - Raúl Ruidíaz - Juan Pablo Vergara |

### Entraîneurs
| - Samuel Eugenio (1996) - Antonio Triguero (1996) - Juan José Oré (1996-1997) - Antonio Triguero (1997) - Luis Reyna (1997-1999) - Luis Rubiños / Luis Reyna (1999) - Humberto Grondona (en) (1999-2000) - Luis Reyna (2001-2003) - Eduardo Rey Muñoz (2003) - Luis Rubiños (2003) - Luis Reyna (2004) - Ernesto Aguirre (2005) - Édgar Ospina (es) (2006) | - Rafael Castañeda (2007) - Héctor Chumpitaz Dulanto (2008) - Roberto Mosquera (2008) - Jorge Ágapo Gonzales (2008-2010) - Roberto Chale (2011) - César Adriazola (2011) - Carlos Saravia (2012) - Javier Chirinos (2013) - Víctor Chávez (2022) |